# Cheeze
Im Hye-kyung (Hangul: 임혜경), conocida por sus nombres artísticos Cheeze (Hangul: 치즈) y Dalchong (Hangul: 달총), es una cantante y único miembro restante del grupo Cheeze. Lanzó su primer sencillo en solitario el 20 de febrero de 2017.

## Discografía

### Sencillos
| Título                             | Año  | Posiciones | Ventas (DL)    | Álbum |
| Título                             | Año  | KOR        | Ventas (DL)    | Álbum |
| ---------------------------------- | ---- | ---------- | -------------- | ----- |
| "Love You (Bye)" (좋아해 (Bye))    | 2017 | 9          | - KOR: 200,199 |       |
| "Be There"                         | 2017 | 71         | - KOR: 60,625  |       |
| "See You Again" (다음에 또 만나요) | 2017 | —          | - KOR: 14,895  |       |

### Colaboraciones
| Título                                   | Año  | Posiciones | Ventas (DL)    | Álbum |
| Título                                   | Año  | KOR        | Ventas (DL)    | Álbum |
| ---------------------------------------- | ---- | ---------- | -------------- | ----- |
| "Perhaps Love" (사랑인가요) con Eric Nam | 2017 | 14         | - KOR: 273,455 |       |

### Banda sonora
| Título                      | Año  | Posiciones | Ventas (DL)   | Álbum                      |
| Título                      | Año  | KOR        | Ventas (DL)   | Álbum                      |
| --------------------------- | ---- | ---------- | ------------- | -------------------------- |
| "How About You" (어떨까 넌) | 2017 | 83         | - KOR: 48,205 | Sospechoso Socio OST       |
| "I Still"                   | 2017 | 48         | - KOR: 39,916 | La temperatura de Amor OST |